# Kismet
För andra betydelser, se Kismet (olika betydelser).
Kisme't syftar på varje människas av Gud noga bestämda livslott, speciellt i äldre turkisk fatalistisk tradition.
Ordet kommer från äldre turkiska قسمت, qismat, nu kısmet, av arabiska قسمة, qisma, ki'sme, samt ytterst från قسم, qasama, "dela, "fördela". Ordet betyder egentligen "delning", sedan "del", "lott" (قسم, qasama), överfört "öde", "skickelse".